# Eredivisie 2008–09
Giải bóng đá vô địch quốc gia Hà Lan 2008–09 là mùa giải thứ 53 của Giải bóng đá vô địch quốc gia Hà Lan kể từ khi thành lập năm 1955. PSV là đương kim vô địch. The season khởi tranh ngày 29 tháng 8 năm 2008 with a game between Vitesse Arnhem và FC Groningen và kết thúc vào 10 tháng 5 năm 2009. A total of 18 teams take part in the league, consisting of 16 who competed in the mùa giải trước và two promoted from the Giải bóng đá hạng nhất quốc gia Hà Lan. Các đội bóng thăng hạng từ Giải bóng đá hạng nhất quốc gia Hà Lan at the end của mùa giải trước were champions FC Volendam, và Thắng Play-off ADO Den Haag. AZ clinched their second title, their first coming in 1981.

## Tổng quan
| Câu lạc bộ       | Địa điểm   | Huấn luyện viên      | Huấn luyện viên trước đó trong mùa giải 2008–09 | Nhà sản xuất trang phục   | Nhà tài trợ áo đấu   |
| ---------------- | ---------- | -------------------- | ----------------------------------------------- | ------------------------- | -------------------- |
| ADO Den Haag     | The Hague  | Raymond Atteveld     | André Wetzel                                    | Hummel                    | Fit For Free         |
| Ajax             | Amsterdam  | John van 't Schip    | Marco van Basten                                | Adidas                    | Aegon                |
| AZ               | Alkmaar    | Louis van Gaal       |                                                 | Canterbury of New Zealand | DSB Bank             |
| Feyenoord        | Rotterdam  | Leon Vlemmings       | Gertjan Verbeek                                 | Kappa                     | Fortis               |
| De Graafschap    | Doetinchem | Darije Kalezić       | Henk van Stee                                   | kwd                       | Centric              |
| FC Groningen     | Groningen  | Ron Jans             |                                                 | Klupp                     | Noord Lease          |
| SC Heerenveen    | Heerenveen | Trond Sollied        |                                                 | Jako                      | Univé                |
| Heracles Almelo  | Almelo     | Gert Heerkes         |                                                 | Jako                      | Koninklijke Ten Cate |
| NAC Breda        | Breda      | Robert Maaskant      |                                                 | Klupp                     | Sunweb               |
| N.E.C.           | Nijmegen   | Mario Been           |                                                 | Nike                      | Curaçao              |
| PSV              | Eindhoven  | Dwight Lodeweges     | Huub Stevens                                    | Nike                      | Philips              |
| Roda JC          | Kerkrade   | / Harm van Veldhoven | Martin Koopman, Raymond Atteveld                | Diadora                   | Aevitae              |
| Sparta Rotterdam | Rotterdam  | Foeke Booy           |                                                 | Patrick                   | Graydon              |
| FC Twente        | Enschede   | Steve McClaren       |                                                 | Diadora                   | Arke                 |
| FC Utrecht       | Utrecht    | Ton du Chatinier     | Willem van Hanegem                              | Puma                      | Phanos               |
| Vitesse Arnhem   | Arnhem     | Theo Bos             | Hans Westerhof                                  | Legea                     | AFAB                 |
| FC Volendam      | Volendam   | Frans Adelaar        |                                                 | Jako                      | Café Bar             |
| Willem II        | Tilburg    | Alfons Groenendijk   | Andries Jonker                                  | Masita                    | Destil               |

## Bảng xếp hạng
| XH | Đội               | Tr | T  | H  | T  | BT | BB | HS  | Đ  | Lên hay xuống hạng                                   |
| -- | ----------------- | -- | -- | -- | -- | -- | -- | --- | -- | ---------------------------------------------------- |
| 1  | AZ (C)            | 34 | 25 | 5  | 4  | 66 | 22 | +44 | 80 | UEFA Champions League 2009–10 Group stage            |
| 2  | Twente            | 34 | 20 | 9  | 5  | 62 | 31 | +31 | 69 | UEFA Champions League 2009–10 Vòng loại thứ ba       |
| 3  | Ajax              | 34 | 21 | 5  | 8  | 74 | 41 | +33 | 68 | UEFA Europa League 2009–10 Play-off round            |
| 4  | PSV               | 34 | 19 | 8  | 7  | 71 | 33 | +38 | 65 | UEFA Europa League 2009–10 Vòng loại thứ ba          |
| 5  | Heerenveen        | 34 | 17 | 9  | 8  | 66 | 57 | +9  | 60 | UEFA Europa League 2009–10 Play-off round 1          |
| 6  | Groningen         | 34 | 17 | 5  | 12 | 53 | 36 | +17 | 56 | Đủ điều kiện tham dựPlay-off Giải đấu châu Âu        |
| 7  | Feyenoord         | 34 | 12 | 9  | 13 | 54 | 46 | +8  | 45 | Đủ điều kiện tham dựPlay-off Giải đấu châu Âu        |
| 8  | NAC Breda (O)     | 34 | 13 | 6  | 15 | 44 | 54 | −10 | 45 | Đủ điều kiện tham dựPlay-off Giải đấu châu Âu        |
| 9  | Utrecht           | 34 | 11 | 11 | 12 | 41 | 44 | −3  | 44 | Đủ điều kiện tham dựPlay-off Giải đấu châu Âu        |
| 10 | Vitesse Arnhem    | 34 | 11 | 10 | 13 | 41 | 48 | −7  | 43 |                                                      |
| 11 | NEC               | 34 | 9  | 15 | 10 | 41 | 40 | +1  | 42 |                                                      |
| 12 | Willem II         | 34 | 10 | 7  | 17 | 35 | 58 | −23 | 37 |                                                      |
| 13 | Sparta Rotterdam  | 34 | 9  | 8  | 17 | 46 | 66 | −20 | 35 |                                                      |
| 14 | ADO Den Haag      | 34 | 8  | 8  | 18 | 41 | 58 | −17 | 32 |                                                      |
| 15 | Heracles          | 34 | 7  | 11 | 16 | 35 | 53 | −18 | 32 |                                                      |
| 16 | Roda JC           | 34 | 7  | 9  | 18 | 38 | 58 | −20 | 30 | Đủ điều kiện tham dựPlay-off xuống hạng              |
| 17 | De Graafschap (R) | 34 | 7  | 9  | 18 | 24 | 68 | −44 | 30 | Đủ điều kiện tham dựPlay-off xuống hạng              |
| 18 | Volendam (R)      | 34 | 7  | 8  | 19 | 38 | 67 | −29 | 29 | Xuống chơi tạiGiải bóng đá hạng nhất quốc gia Hà Lan |

Nguồn: ESPN Giải bóng đá vô địch quốc gia Hà Lan Table
Quy tắc xếp hạng: 1. Điểm; 2. Hiệu số bàn thắng; 3. Số bàn thắng.
1Heerenveen lọt vào vòng play-off của UEFA Europa League 2009–10 by winning the 2008–09 Cúp bóng đá Hà Lan.
(VĐ) = Vô địch; (XH) = Xuống hạng; (LH) = Lên hạng; (O) = Thắng trận Play-off; (A) = Lọt vào vòng sau. 
Chỉ được áp dụng khi mùa giải chưa kết thúc: 
(Q) = Lọt vào vòng đấu cụ thể của giải đấu đã nêu; (TQ) = Giành vé dự giải đấu, nhưng chưa tới vòng đấu đã nêu.

## Kết quả
| Nhà \ Khách[1]   | ADO | AJX | AZ  | FEY | GRA | GRO | HEE | HER | NAC | NEC | PSV | RJC | SPA | TWE | UTR | VIT | VOL | WIL |
| ADO Den Haag     |     | 1–1 | 3–0 | 2–3 | 1–0 | 0–1 | 0–1 | 2–2 | 1–1 | 3–0 | 0–2 | 1–1 | 1–2 | 1–2 | 0–0 | 3–1 | 2–0 | 0–1 |
| Ajax             | 3–0 |     | 1–1 | 2–0 | 3–0 | 1–0 | 0–1 | 2–2 | 3–0 | 2–0 | 4–1 | 1–0 | 5–2 | 1–0 | 1–1 | 3–0 | 2–1 | 7–0 |
| AZ               | 4–1 | 2–0 |     | 0–0 | 2–0 | 3–0 | 3–1 | 2–0 | 1–2 | 1–0 | 1–0 | 1–0 | 6–0 | 3–0 | 2–0 | 1–2 | 3–0 | 3–1 |
| Feyenoord        | 3–1 | 2–2 | 0–1 |     | 1–3 | 0–0 | 2–2 | 5–1 | 3–1 | 0–2 | 1–0 | 2–3 | 1–0 | 1–0 | 5–2 | 2–2 | 5–0 | 1–1 |
| De Graafschap    | 2–0 | 0–6 | 0–2 | 0–2 |     | 0–1 | 2–0 | 1–0 | 0–2 | 2–2 | 0–3 | 1–1 | 3–3 | 2–2 | 0–2 | 1–0 | 2–2 | 1–0 |
| Groningen        | 3–0 | 1–0 | 0–2 | 3–1 | 3–0 |     | 2–3 | 2–0 | 1–0 | 2–0 | 0–1 | 2–0 | 3–0 | 1–4 | 2–0 | 2–3 | 5–0 | 0–0 |
| Heerenveen       | 2–2 | 5–2 | 3–3 | 3–1 | 2–0 | 2–1 |     | 2–2 | 3–1 | 2–1 | 2–2 | 2–0 | 5–1 | 1–1 | 3–2 | 0–2 | 1–0 | 3–1 |
| Heracles         | 3–1 | 1–3 | 0–2 | 3–1 | 0–0 | 1–1 | 1–1 |     | 4–0 | 1–1 | 0–2 | 2–0 | 2–1 | 1–2 | 1–1 | 0–0 | 1–1 | 1–0 |
| NAC Breda        | 0–4 | 0–3 | 0–1 | 1–2 | 0–1 | 1–0 | 4–2 | 3–0 |     | 1–1 | 2–1 | 1–0 | 3–1 | 0–1 | 1–1 | 2–0 | 1–1 | 1–3 |
| NEC              | 0–0 | 2–4 | 0–1 | 1–0 | 2–0 | 2–2 | 1–1 | 1–1 | 2–3 |     | 1–0 | 1–1 | 1–1 | 1–1 | 1–2 | 3–1 | 6–1 | 0–0 |
| PSV              | 6–0 | 6–2 | 2–2 | 1–0 | 3–0 | 4–2 | 2–3 | 4–0 | 2–2 | 1–1 |     | 2–3 | 1–0 | 0–0 | 2–0 | 2–0 | 1–0 | 2–0 |
| Roda JC          | 2–0 | 1–2 | 0–2 | 0–4 | 3–1 | 2–5 | 2–2 | 3–1 | 0–3 | 3–0 | 1–1 |     | 0–1 | 1–1 | 0–0 | 3–0 | 1–1 | 0–1 |
| Sparta Rotterdam | 2–5 | 4–0 | 0–2 | 2–1 | 0–0 | 1–1 | 4–1 | 1–0 | 4–0 | 0–2 | 0–2 | 2–2 |     | 1–2 | 1–0 | 0–0 | 4–0 | 0–1 |
| Twente           | 1–0 | 0–2 | 3–0 | 1–1 | 3–0 | 2–1 | 6–0 | 2–0 | 4–1 | 1–1 | 1–1 | 4–2 | 6–2 |     | 0–0 | 2–1 | 2–1 | 2–0 |
| Utrecht          | 3–1 | 0–2 | 0–1 | 2–2 | 3–0 | 0–1 | 2–1 | 2–0 | 0–0 | 0–2 | 1–5 | 3–1 | 3–3 | 3–0 |     | 4–0 | 0–0 | 1–0 |
| Vitesse Arnhem   | 3–1 | 4–1 | 1–1 | 1–1 | 0–0 | 0–4 | 1–0 | 1–0 | 0–3 | 0–0 | 1–1 | 3–0 | 1–1 | 0–2 | 6–1 |     | 3–1 | 2–2 |
| Volendam         | 0–1 | 1–2 | 0–2 | 2–1 | 3–1 | 0–1 | 2–3 | 3–1 | 2–4 | 1–1 | 3–5 | 3–1 | 3–0 | 1–2 | 0–0 | 1–0 |     | 2–2 |
| Willem II        | 3–3 | 2–1 | 2–5 | 1–0 | 1–1 | 3–0 | 1–3 | 0–3 | 2–0 | 1–2 | 0–3 | 2–1 | 3–2 | 0–2 | 0–2 | 0–2 | 1–2 |     |

Nguồn: Giải bóng đá vô địch quốc gia Hà Lan.nl (tiếng Hà Lan)
1 ^ Đội chủ nhà được liệt kê ở cột bên tay trái.
Màu sắc: Xanh = Chủ nhà thắng; Vàng = Hòa; Đỏ = Đội khách thắng.

## Cầu thủ ghi nhiều bàn thắng nhất
| Vị thứ   | Cầu thủ            | Câu lạc bộ | Số bàn thắng |
| -------- | ------------------ | ---------- | ------------ |
| 1        | Mounir El Hamdaoui | AZ         | 23           |
| 2        | Luis Suárez        | Ajax       | 22           |
| 3        | Marcus Berg        | Groningen  | 17           |
| 4        | Roy Makaay         | Feyenoord  | 16           |
| 4        | Danijel Pranjić    | Heerenveen | 16           |
| 4        | Blaise N'Kufo      | Twente     | 16           |
| 7        | Frank Demouge      | Willem II  | 14           |
| 8        | Ibrahim Afellay    | PSV        | 13           |
| 9        | Matthew Amoah      | NAC Breda  | 12           |
| 9        | Marko Arnautović   | Twente     | 12           |
| Total:   | Total:             | Total:     | 870          |
| Games:   | Games:             | Games:     | 306          |
| Average: | Average:           | Average:   | 2.84         |

Last updated: 11 tháng 5 năm 2009 
Nguồn: ESPN Top Scorers Lưu trữ ngày 4 tháng 1 năm 2013 tại archive.today

## Play-off

### Giải đấu châu Âu (tốt nhất trong 3 trận)
Ngược với Play-off của các năm trước, chỉ có các đội bóng từ thứ 6 đến thứ 9 tham dự một giải đấu play-off tranh một suất vào vòng loại thứ hai của UEFA Europa League 2009–10.

#### Bán kết
Bản mẫu:Giải bóng đá vô địch quốc gia Hà Lan Playoff ThreeLeg start
Bản mẫu:Giải bóng đá vô địch quốc gia Hà Lan Playoff ThreeLegResult
Bản mẫu:Giải bóng đá vô địch quốc gia Hà Lan Playoff ThreeLegResult
|}

#### Chung kết
Bản mẫu:Giải bóng đá vô địch quốc gia Hà Lan Playoff ThreeLeg start
Bản mẫu:Giải bóng đá vô địch quốc gia Hà Lan Playoff ThreeLegResult
|}

### Xuống hạng
Các đội thứ 16 và thứ 17, cùng với các đội bóng từ Giải bóng đá hạng nhất quốc gia Hà Lan, thi đấu play-off tranh hai suất tại Giải bóng đá vô địch quốc gia Hà Lan 2009-10.

#### Vòng 1
| Đội 1   | TTS | Đội 2     | Lượt đi | Lượt về |
| ------- | --- | --------- | ------- | ------- |
| Telstar | 0–1 | MVV       | 0–0     | 0–1     |
| TOP Oss | 0–3 | Dordrecht | 0–2     | 0–1     |

#### Vòng 2 (best of 3)
Bản mẫu:Giải bóng đá vô địch quốc gia Hà Lan Playoff ThreeLeg start
Bản mẫu:Giải bóng đá vô địch quốc gia Hà Lan Playoff ThreeLegResult
Bản mẫu:Giải bóng đá vô địch quốc gia Hà Lan Playoff ThreeLegResult
Bản mẫu:Giải bóng đá vô địch quốc gia Hà Lan Playoff ThreeLegResult
Bản mẫu:Giải bóng đá vô địch quốc gia Hà Lan Playoff ThreeLegResult
|}

#### Vòng 3 (best of 3)
Bản mẫu:Giải bóng đá vô địch quốc gia Hà Lan Playoff ThreeLeg start
Bản mẫu:Giải bóng đá vô địch quốc gia Hà Lan Playoff ThreeLegResult
Bản mẫu:Giải bóng đá vô địch quốc gia Hà Lan Playoff ThreeLegResult
|}
RKC Waalwijk và Roda JC sẽ thi đấu ở Giải bóng đá vô địch quốc gia Hà Lan 2009–10.

## Facts và statistics
- Ajax thua trận mở màn đầu tiên 2–1 trên sân khách trước Willem II. Đây là thất bại trong trận mở màn đầu tiên của Ajax kể từ mùa giải 1988–89.
- Ajax và Feyenoord đều thua trận mở màn. Lần cuối cùng điều này xảy ra là ở mùa giải 1965–66.
- ADO Den Haag đứng đầu sau 2 trận. Lần cuối cùng ADO đứng đầu bảng là vào ngày 16 tháng 1 năm 1971.
- NAC Breda dẫn đầu Giải bóng đá vô địch quốc gia Hà Lan sau vòng 6. Đây là lần đầu tiên trong lịch sử câu lạc bộ NAC đứng đầu tại Giải bóng đá vô địch quốc gia Hà Lan.
- Con số kỉ lục 6.067.288 khán giả đến xem trận đấu, với trung bình 19.827 người mỗi trận.